# Pauszaniasz Periégétész
Pauszaniasz (ógörögül: Παυσανίας, körülbelül 115 – 180) görög író, utazó, geográfus. Periégétész melléknevét fő műve címéről (Ελλάδος περιήγησις, Helladosz periégészisz, „Görögföld leírása”) kapta.

## Élete és műve
A 2. században, Hadrianus, Antoninus Pius és Marcus Aurelius idején járta be Hellászt és a Földközi-tenger medencéjét Anatóliától Szardíniáig, és írta le tapasztalatait. Első kézből származó megfigyelései nagyon fontosak a történettudomány számára épp úgy, mint az irodalomtörténet számára, mind a tíz könyv fennmaradt. Gondos író, minden érdekelte a bejárt vidékeken. Nem csak a grandiózus vagy szép dolgok, de a szokatlan látnivalók és titkos szertartások is. Néha indokolatlan következtetésekre jut, de őszintesége megkérdőjelezhetetlen. Munkásságára valószínűleg hatással volt Polemón.
A Görögföld leírása könyvei:
- Βιβλίο 1: Αττικά (Attika)
- Βιβλίο 2: Κορινθιακά (Korinthiaka)
- Βιβλίο 3: Λακωνικά (Lakónika)
- Βιβλίο 4: Μεσσηνιακά (Meszéniaka)
- Βιβλίο 5: Hλιακών Α (Haliakmón 1)
- Βιβλίο 6: Ηλιακών Β (Haliakmón 2)
- Βιβλίο 7: Αχαϊκά (Akhaika)
- Βιβλίο 8: Αρκαδικά (Arkadika)
- Βιβλίο 9: Βοιωτικά (Boiótika)
- Βιβλίο 10: Φωκικά, Λοκρών Οζόλων (Phókika, Lokrón, Ozolón).

Feltehető azonban még egy XI. könyv is, mivel a bizánci Sztephanosz Büzantiosz a 6. században a saját földrajzi lexikonában Pauszaniasz XI. könyvére hivatkozik, amelyben Euboiáról (is) szó volt. Sztephanosz tévedhetett a forrásleírásban, vagy az ő szövegének másolásánál is keletkezhetett hiba. Ha nem szövegromlás, akkor az utolsó könyv elveszett.

## Magyarul
- Görögország leírása, I-II.; ford., jegyz., névmutató Muraközy Gyula, jegyz. kieg., utószó Patay-Horváth András; Pallas Stúdió–Attraktor Kft., Bp., 2000
- Görögország leírása, I-II.; ford., jegyz., névmutató Muraközy Gyula, jegyz. kieg., utószó Patay-Horváth András; 2. jav. kiad.; Attraktor, Máriabesnyő-Gödöllő 2008 (Fontes historiae antiquae)